# Gambialoa sohii
Gambialoa sohii är en insektsart som beskrevs av Irena Dworakowska 1974. Gambialoa sohii ingår i släktet Gambialoa och familjen dvärgstritar. Inga underarter finns listade i Catalogue of Life.